# Емамзаде-Гашем (Фуман)
Емамзаде-Гашем (перс. امامزاده هاشم) — село в Ірані, у дегестані Сардар-е-Джанґаль, у бахші Сардар-е-Джанґаль, шагрестані Фуман остану Ґілян. У переписі 2006 року вказане як окремий населений пункт, але без відомостей про чисельність населення.

## Клімат
Середня річна температура становить 9,56 °C, середня максимальна – 25,94 °C, а середня мінімальна – -8,83 °C. Середня річна кількість опадів – 383 мм.
| Клімат поселення                              | Клімат поселення | Клімат поселення | Клімат поселення | Клімат поселення | Клімат поселення | Клімат поселення | Клімат поселення | Клімат поселення | Клімат поселення | Клімат поселення | Клімат поселення | Клімат поселення | Клімат поселення |
| Показник                                      | Січ.             | Лют.             | Бер.             | Квіт.            | Трав.            | Черв.            | Лип.             | Серп.            | Вер.             | Жовт.            | Лист.            | Груд.            |                  |
| Середній максимум, °C                         | 3,97             | 5,20             | 7,66             | 14,71            | 19,87            | 24,04            | 25,94            | 25,74            | 21,78            | 17,46            | 11,99            | 6,25             |                  |
| Середня температура, °C                       | −2,44            | −1,2             | 1,26             | 8,29             | 13,45            | 17,63            | 20,70            | 20,49            | 16,52            | 12,20            | 6,74             | 1,01             |                  |
| Середній мінімум, °C                          | −8,83            | −7,61            | −5,14            | 1,88             | 7,06             | 11,24            | 15,45            | 15,25            | 11,27            | 6,96             | 1,50             | −4,24            |                  |
| Норма опадів, мм                              | 31               | 32               | 54               | 58               | 39               | 15               | 12               | 11               | 21               | 34               | 33               | 43               |                  |
| Середньомісячна швидкість вітру, м/с          | 1.99             | 2.46             | 2.53             | 2.68             | 2.19             | 1.91             | 2.11             | 2.06             | 1.79             | 1.87             | 2.09             | 1.96             |                  |
| Середньомісячна сонячна радіація, кДж/м²·день | 7527             | 9963             | 12246            | 16328            | 20145            | 22902            | 23194            | 20178            | 17126            | 12281            | 9104             | 7138             |                  |
| --------------------------------------------- | ---------------- | ---------------- | ---------------- | ---------------- | ---------------- | ---------------- | ---------------- | ---------------- | ---------------- | ---------------- | ---------------- | ---------------- | ---------------- |
| Джерело:                                      |                  |                  |                  |                  |                  |                  |                  |                  |                  |                  |                  |                  |                  |